# Kowalowa (Basse-Silésie)
Pour les articles homonymes, voir Kowalowa.
Kowalowa est une localité polonaise de la gmina de Mieroszów, située dans le powiat de Wałbrzych en voïvodie de Basse-Silésie.